# 네이선 스튜어트 재럿
네이선 스튜어트재럿(Nathan Stewart-Jarrett, 1985년 12월 4일 ~ )은 잉글랜드의 배우이다.

## 출연 작품

### 텔레비전
- 더 파라다이스 (2013)

### 영화
- 아즈라엘 (2024) - 케난 역